# قافارلی (صابرآباد)
قافارلی (به لاتین: Qəfərli) یک منطقه مسکونی در جمهوری آذربایجان است که در شهرستان صابرآباد واقع شده است. قافارلی ۴۳۴ نفر جمعیت دارد.